# Universidad Amazónica de Pando
La Universidad Amazónica de Pando es una universidad pública de Bolivia, con sede en la ciudad amazónica de Cobija. Fue creada mediante Decreto Supremo N° 20511 del 21 de septiembre de 1984. El estatuto fue aprobado el octubre de 1997 en la VI Conferencia Nacional de Universidades y mayo de 1999 por Congreso Nacional de Universidades. Inició actividades académicas el 3 de diciembre de 1993.
Según el Ranking Web de Universidades, Webometrics 2021, ocupa el puesto 38 de las mejores universidades de Bolivia.